# Menster Ledge
Menster Ledge är en bergstopp i Antarktis. Den ligger i Östantarktis. Australien gör anspråk på området. Toppen på Menster Ledge är 1 838 meter över havet, eller 20 meter över den omgivande terrängen. Bredden vid basen är 1,2 km.
Terrängen runt Menster Ledge är huvudsakligen kuperad, men den allra närmaste omgivningen är platt. Trakten är obefolkad. Det finns inga samhällen i närheten. 